# Klaus Katzur
Klaus Katzur (Potsdam, 26 agosto 1943 – Riesa, 4 settembre 2016) è stato un nuotatore tedesco orientale.

## Carriera
Specializzato nella rana, vinse la medaglia d'argento nella 4x100m misti ai Giochi Olimpici di Monaco 1972.

## Palmarès
- Giochi olimpici estivi

Monaco di Baviera 1972: argento nella 4x100m misti.
- Europei

Utrecht 1966: bronzo nei 400m misti.
Barcellona 1970: oro nei 200m rana e nella 4x100m misti.